# Sergiolus iviei
Espèce
Sergiolus iviei est une espèce d'araignées aranéomorphes de la famille des Gnaphosidae.

## Distribution
Cette espèce se rencontre aux États-Unis au Colorado, en Utah, au Nevada, en Oregon et en Idaho et au Canada en Alberta,.

## Description
Les mâles mesurent de 3,30 à 4,39 mm et les femelles 6,04 mm en moyenne.

## Étymologie
Cette espèce est nommée en l'honneur de Wilton Ivie.

## Publication originale
- Platnick & Shadab, 1981 : A revision of the spider genus Sergiolus (Araneae, Gnaphosidae). American Museum novitates, no 2717, p. 1-41 (texte intégral).